# Estación Ingeniero Brian
Ingeniero Brian fue el nombre de una estación ferroviaria de cargas, y eventualmente pasajeros, perteneciente al Ferrocarril Oeste primero y luego al Ferrocarril Sarmiento. Funcionó entre 1873 y 1951 y debía su nombre al ingeniero civil Santiago Brian.

## Ubicación
Se encontraba ubicada a la vera del Riachuelo, frente a la actual calle Iguazú, al costado del único meandro sin rectificar de ese curso, en el barrio porteño de Barracas.

## Servicios
Entre 1873 y 1895 llevó el nombre de Riachuelo, estando conectada al resto de la red mediante un ramal que llegaba hasta la estación Once. Dicho ramal era utilizado para llevar materiales de construcción para la expansión del ferrocarril desde el puerto del Riachuelo, a la vez que trasladaba residuos de la ciudad a un quemadero de basura ubicado en inmediaciones de la estación.
Este ramal atravesaba zonas que, a fines del siglo XIX, comenzaron a ser densamente pobladas, por lo que fue cerrado en 1895 y remplazado por otro que, cruzando el desolado sur porteño, llegaba hasta la estación estación Villa Luro. Desde entonces la estación fue conocida como Ingeniero Brian y su principal función fue la de intercambiar mercancías con otras compañías británicas apostadas en la zona: Estación Riachuelo (CGBA), Intercambio Midland (Ferrocarril Midland) y Sola (Ferrocarril del Sud).

## Historia
Fue inaugurada el 30 de mayo de 1873 como un desprendimiento de la vía principal a la altura de la estación Once (que por entonces no era la terminal ya que aún no se había demolido la estación Parque). Su función era la de trasladar materiales de construcción y carbón para la expansión y la operación del propio Ferrocarril Oeste al cual pertenencia.
Con el tiempo se agregaron algunos servicios de pasajeros y se firmó un convenio con la Municipalidad de la Ciudad de Buenos Aires para trasportar los residuos de la ciudad hacia un quemadero municipal ubicado cerca de la estación (donde funciona un centro de transferencias del CEAMSE).
El ramal, que atravesaba barrios en gran crecimiento poblacional como Balvanera, Almagro y San Cristóbal fue clausurado el 14 de septiembre de 1895 y remplazado por otro proveniente desde la estación estación Villa Luro, atravesando zonas despobladas y casi rurales.
Como se dijo más arriba, a partir de entonces se asentaron en la zona más compañías británicas y la estación se convirtió en una parte más de un polo logístico de intercambio de mercancías con compañías de distintos dueños y anchos de vía. Este nuevo ramal también llegó a tener servicio de pasajeros.
Con la apertura de Puerto Nuevo en 1928, el tráfico de cargas en la zona del Riachuelo comenzó a disminuir. Sin embargo, el centro de intercambio perdió razón de ser en 1948, con la nacionalización de los ferrocarriles. Con todas las líneas bajo control de un único dueño, la necesidad de intercambio desapareció, quedando solo limitada a una cuestión de trocha que comenzó a zanjarse tendiendo vías bitrocha en la zona portuaria.
De esta manera, la estación fue clausurada en 1951 y sobre el ramal a Villa Luro se construyó la actual avenida Perito Moreno, luego en parte devenida en autopista. 
En cuanto a la zona de la estación, la misma quedó abandonada y sobre esos terrenos surgió la actual villa Zavaleta. No obstante, quedan en pie algunos galpones de la vieja estación.

## Imágenes

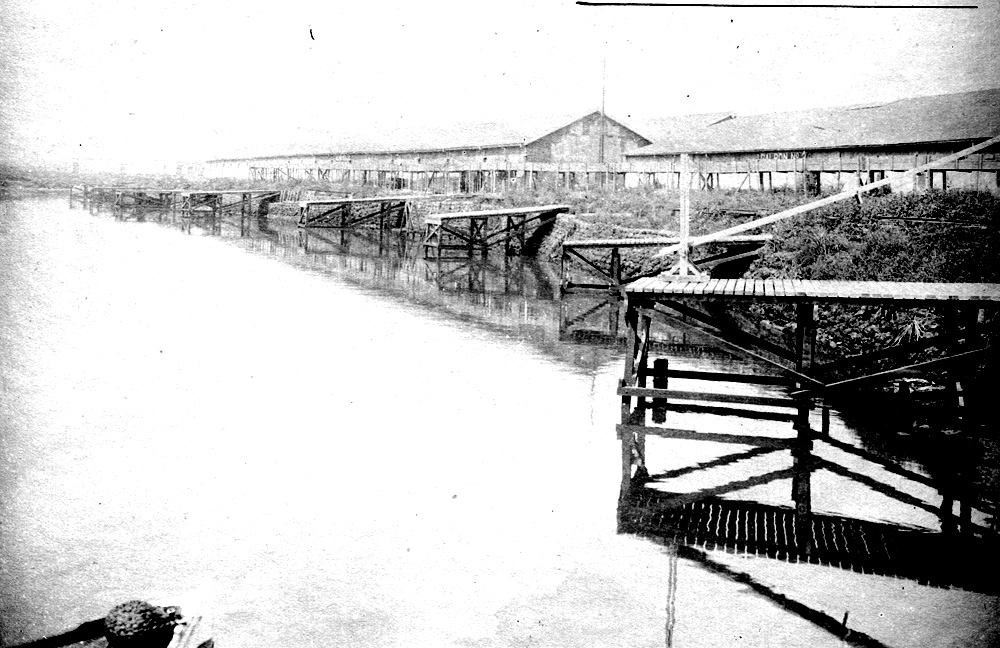
Los muelles de la estación
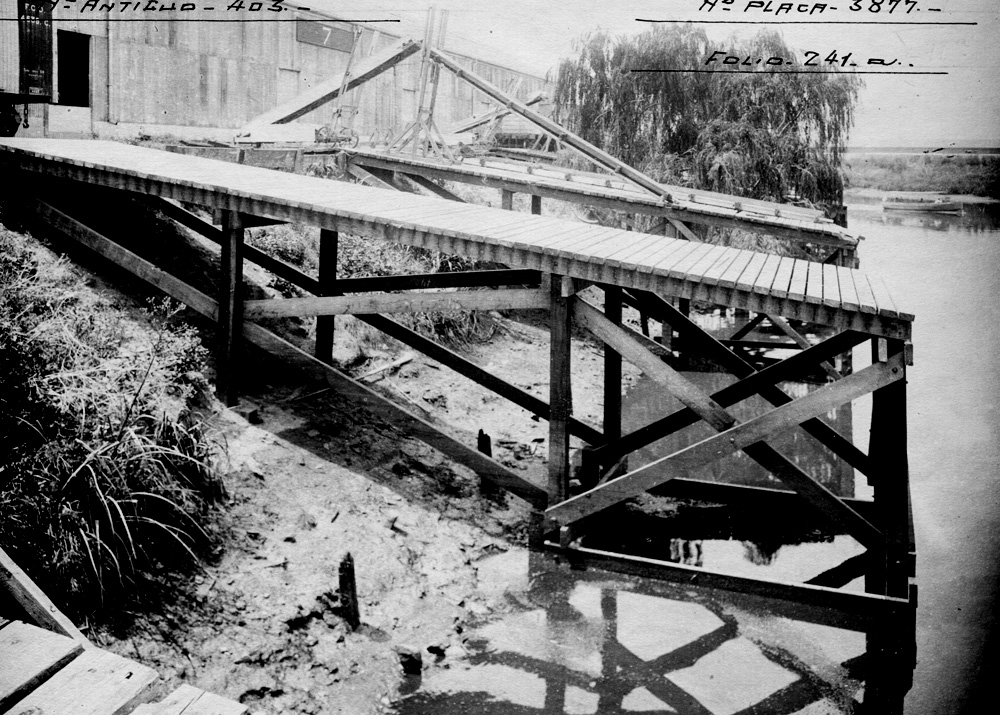
Detalle de un muelle